# Saudischer Amateurfunkverband
Der Saudische Amateurfunkverband, englisch Saudi Amateur Radio Society (SARS), arabisch الجمعية السعودية لهواة اللاسلكي, DMG al-Ǧamʿiyya as-Saʿūdiyya li-Huwāt al-Lāsilkī, ist die nationale Vereinigung der Funkamateure in Saudi-Arabien.

## Geschichte
Der SARS wurde nach islamischem Kalender am 18/02/1437 AH (Anno Hegirae, entspricht dem 1. Dezember 2015) gegründet und am 11/06/1437 AH (21. März 2016) ministeriell anerkannt. Hauptzweck ist, die Beziehungen und die Verständigung zwischen den Völkern der Welt zu entwickeln und den Austausch von Erfahrungen und Wissen zwischen ihnen zu ermöglichen. Außerdem soll bei Katastrophen und in Notsituationen Hilfestellung geleistet werden.
Weitere Ziele sind:
- Verbreitung und Förderung des Hobbys Amateurfunk,
- Organisation lokaler und regionaler Wettbewerbe sowie Teilnahme an internationalen Wettbewerben,
- Hilfeleistung bei Notfällen,
- Ausbildung und Schulung von Funkamateuren im Umgang mit der Technik und Bereitstellung von Werkzeugen,
- Organisation von Ausstellungen, Konferenzen und Seminaren innerhalb und außerhalb des Königreichs Saudi-Arabien,
- Vertretung der Interessen der Funkamateure gegenüber nationalen und internationalen Behörden und Organisationen,
- Erfahrungsaustausch und Stärkung der Beziehungen mit anderen Amateurfunkverbänden der Golfstaaten und der Welt.[3]

Der SARS ist Mitglied in der International Amateur Radio Union (IARU Region 1), der internationalen Vereinigung von Amateurfunkverbänden, und vertritt dort die Interessen der Funkamateure des Landes.